# Bárðarbunga
Bárðarbunga er en stratovulkan som ligger under den nordvestlige del af Islands største bræ, Vatnajökull, nordvest for Grímsvötn. Den har en 700 m dyb caldera under isen som er ca. 70 km² stor og op til 10 km bred.
Bárðarbunga er med 2009 m Islands næsthøjeste bjerg, 101 m lavere end Hvannadalshnjúkur.
Vulkanen var tidligere relativt upåagtet på grund af dens afsides beliggenhed og sjældne udbrud, men nyere studier har vist at mange tefralag (vulkansk aske og større partikler fra vulkanen) som man tidligere troede stammede fra andre vulkaner, kommer fra Bárðarbunga.
Der har været vedvarende seimisk aktivitet i flere år ved Bárðarbunga uden udbrud, så vulkanen er stadig aktiv.

## Udbrud og aktivitet
Gennem historien har der været store udbrud med 250-600 års mellemrum. Det størst kendte udbrud var i 1477 med en eksplosivitet på 6 på VEI-skalaen. Der kendes også mange mindre udbrud gennem i de sidste 10.000 år.
Þjórsá-lavaen (efter elven Þjórsá), som er den største lavastrøm fra holocæn som vides at stamme fra et enkelt udbrud, stammer fra et udbrud af Bárðarbunga for ca. 8.500 år siden. Þjórsá-lavaen har et volumen på 21-30 km³ og dækker omkring 950 km².
I august 2014 forekom der hundredvis af små jordskælv i Bárðarbunga inden for to døgn hvilket blev tolket som et muligt tegn på at et nyt udbrud var på vej. Der bor ingen i nærheden af vulkanen, og den største risiko ved et udbrud anses for at være en flodbølge af smeltevand fra Vatnajökull. 23. august hævede islandske myndigheder varselsniveauet til "rød alarm" som indikerer den højeste rikiso for vulkanudbrud. Dagen efter, 24. august, blev varslet igen nedgraderet til "orange alarm". Den 31. August begyndte et udbrud, der varede i seks måneder og spredte lava over 85 kvadratkilometer og luftforurening i Nordeuropa. Sammenlignet med andre udbrud er lavafeltet otte gange større end udbruddet i 2010 af Eyjafjallajökull og fem gange større end udbruddet i 2011 af Grímsvötn. Det er dog ti gange mindre end det dødelige udbrud af Laki-udbruddet i 1783-1784.